# Kismet (film, 1920)
Pour les articles homonymes, voir Kismet.
Pour plus de détails, voir Fiche technique et Distribution.
Kismet est un film américain réalisé par Louis Gasnier, sorti en 1920. Il s'agit du remake du film anglais de 1914, Kismet. Tous deux sont adaptés de la pièce de théâtre du même nom d'Edward Knoblock (1911)

## Synopsis
Les nombreuses aventures de Hajj, un voleur de Bagdad, au cours d'une seule journée.

## Fiche technique
- Titre original : Kismet
- Réalisation : Louis Gasnier
- Scénario : Charles E. Whittaker, d'après la pièce Kismet d'Edward Knoblock
- Direction artistique : Frank Ormston
- Photographie : Tony Gaudio, Glen MacWilliams, Joseph Du Bray
- Photographie de plateau : Shirley Vance Martin
- Musique : Carl Edouarde
- Société de production : Waldorf Film Corporation
- Société de distribution : Robertson-Cole Distributing Corporation
- Pays de production :  États-Unis
- Langue originale : anglais
- Format : noir et blanc — 35 mm — 1,37:1 — Film muet
- Genre : Comédie dramatique
- Durée : 95 minutes
- Dates de sortie : 
  - États-Unis : 14 novembre 1920
  - France : 5 mai 1922[1]
- Licence : Domaine public

## Distribution
- Otis Skinner : Hajj
- Rosemary Theby : Kut-ul-Kulub
- Elinor Fair : Marsinah
- Marguerite Comont : Nargis
- Nicholas Dunaev : Nasir
- Herschel Mayall : Jawan
- Fred Lancaster : Zayd
- Léon Bary : le calife Abdullah
- Sidney Smith : Jester
- Hamilton Revelle : le vizir Mansur
- Tom Kennedy : Kutyat
- Sam Kaufman : Amru
- Emmett C. King : Abu Bakr
- Fanny Ferrari : Gulnar
- Emily Seville : une servante de Gulnar
- Georgia Woodthorpe : une servante de Gulnar
- Harry Lorraine : le muezzin
- Paul Weigel : Afife
- Robert A. Evans : Kasim
- Cornelia Otis Skinner : Miskah
- James Adams : le chambellan

## Remakes
- Kismet, film américain réalisé par John Francis Dillon, sorti en 1930 ;
- Kismet, film indien réalisé par Gyan Mukherjee, sorti en 1943 ;
- Kismet, film américain réalisé par William Dieterle, sorti en 1944 ;
- Kismet, film américain de 1955 réalisé par Vincente Minnelli inspiré de la comédie musicale Kismet.

## Autour du film
- Otis Skinner avait déjà joué ce rôle au théâtre pendant plusieurs années, et rejouera ce rôle dans la version parlante de John Francis Dillon (1930)[2].